# كاميرون مارتن
كاميرون مارتن (بالإنجليزية: Cameron Martin)‏ هو لاعب كرة قدم أمريكي، ولد في 3 مايو 2000 في توكويلا في الولايات المتحدة. لعب مع سياتل ساوندرز.

## وصلات خارجية
- كاميرون مارتن على موقع قاعدة بيانات كرة القدم.إي يو (الإنجليزية)